# Femme Fatale Tour
Femme Fatale Tour fue la séptima gira internacional de la cantante estadounidense Britney Spears, destinada a promover a su séptimo álbum de estudio, Femme Fatale (2011). Producida por Live Nation y dirigida por Jamie King, la gira contó con cuatro etapas que se realizaron durante los últimos siete meses del año 2011 en América Anglosajona, Europa, los Emiratos Árabes Unidos y América Latina. Con su inicio ésta representó a la primera gira de la cantante, después de un poco más de un año y medio desde The Circus Starring: Britney Spears, la quinta gira más recaudadora del año 2009, con $131,8 millones. En noviembre fue publicado su DVD y BD Britney Spears Live: The Femme Fatale Tour.
Tras su noche de apertura, los críticos le dieron una buena recepción. Barry Walters de Rolling Stone la catalogó como la gira «posiblemente más llamativa y entretenida que ha hecho Britney Spears en su carrera», además 7 canciones del concierto eran cantadas en totalmente en vivo. Asimismo, el público agotó sus primeras entradas y le llevó a recaudar US$68,7 millones, con sus ochenta espectáculos, siendo la undécima gira más exitosa del año. A su vez, los lectores de Billboard la catalogaron como la mejor del año.

## Antecedentes
El primer antecedente que se tuvo de Femme Fatale Tour data del viernes 4 de marzo de 2011, día en que Britney Spears confirmó, por primera vez, sus planes de realizar un tour para promover a Femme Fatale. Al respecto, la confirmación la realizó en una entrevista en el programa radial vespertino de Ryan Seacrest, de la estación de radio KISS. Ello, con motivo del estreno oficial del segundo sencillo del álbum de estudio, «Till the World Ends».

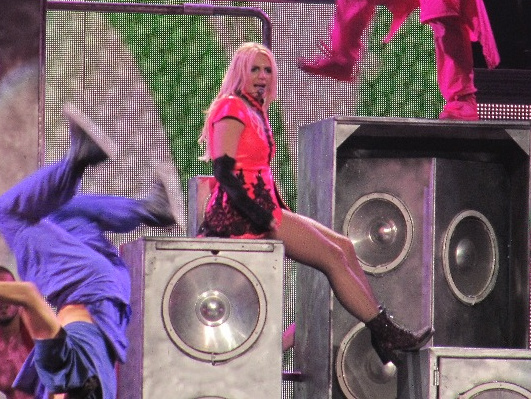
Spears interpretando el tema «Big Fat Bass».

Por su parte, Brad Wavra, vicepresidente de Live Nation y experimentado productor de tours de artistas pop, fue partícipe personalmente de la producción de él. Aunque en un comienzo el cantante español Enrique Iglesias había sido anunciado como el encargado de realizar los actos de apertura, el mismo día de su anuncio, éste declinó de participar, Dadas las circunstancias, el cantante fue sustituido por la rapera trinitense Nicki Minaj. Además, éstos también incluyen la participación de la banda Jessie and the Toy Boys y del dúo femenino Nervo.
De acuerdo a declaraciones de Larry Rudolph, uno de los mánagers de Britney Spears, el tour cuenta con presentaciones futuristas y ambientes post-apocalípticos, basados principalmente en las alusiones de la letra de «Till the World Ends». Respecto a la creación del concepto del tour, Larry Rudolph sostuvo que éste fue elaborado sobre la base de lo que interesa y entusiasma a Britney Spears, luego de estudiar las canciones de Femme Fatale y sus conceptos generales. Ello, con el respaldo de Jamie King y Brian Friedman.
Entre el viernes 25 y el martes 29 de marzo de 2011, Britney Spears realizó tres presentaciones televisadas de Femme Fatale en Estados Unidos, promocionando el lanzamiento del álbum de estudio en el país. En ellas, la cantante interpretó por vez primera a tres de sus canciones: «Hold It Against Me», «Big Fat Bass» y «Till the World Ends». Al respecto, dichas presentaciones representaron un anticipo de lo que sería el Femme Fatale Tour, pues contaron con puestas en escena prácticamente homólogas a las del tour.
El martes 7 de junio de 2011, fue publicado un video en el que se aprecia a Britney Spears conociendo y mostrando el escenario definitivo del Femme Fatale Tour, el que hasta entonces era desconocido.
El lunes 25 de julio de 2011, Spears confirmó dos fechas en Brasil y anticipó que serían establecidas diez fechas más en América Latina, Los otros países confirmados de América Latina fueron Argentina, Chile, Colombia, México, Perú, Puerto Rico, República Dominicana y por último Venezuela. De acuerdo a La Tercera, 20 mil personas lo vieron en cada una de sus dos escalas en Brasil, 30 mil en Argentina, 40 mil en Chile, 27 mil en Perú, 28 mil en Colombia, 9 mil en Venezuela, 13 mil en Guadalajara y 194 mil en la Ciudad de México.
El martes 29 de noviembre de 2011, el Alcalde de la Ciudad de México, Marcelo Ebrard Casaubón, informó a través de Twitter que Spears dará una fecha gratuita en el Monumento a la Revolución el 4 de diciembre. Esto como inicio a los eventos navideños en la ciudad.

## Descripción

### Escenario

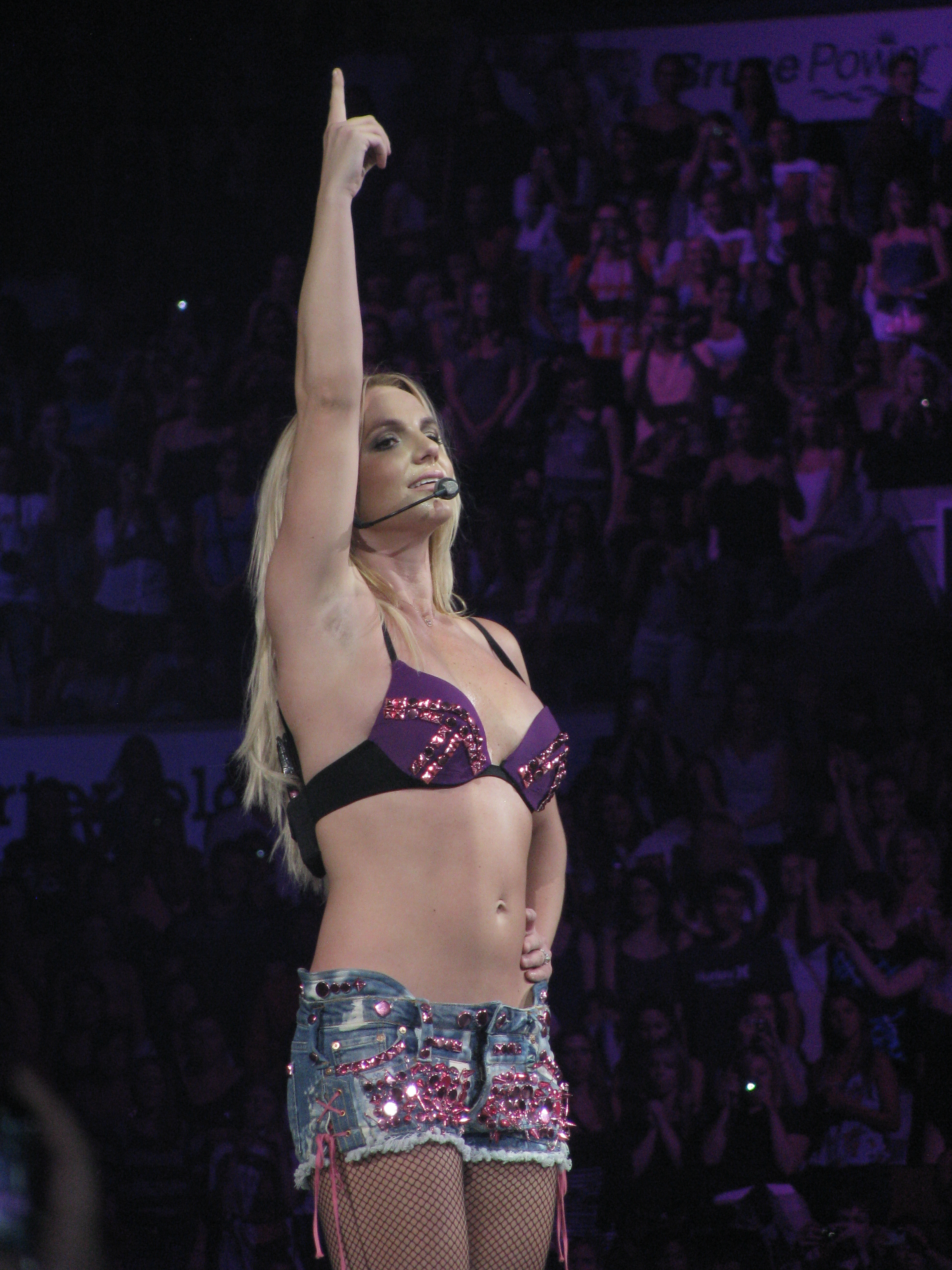
Spears interpretando el sencillo «Womanizer» en Toronto, Canadá.

El escenario donde se desarrollaba el show consistía en un escenario principal, el cual contiene dos niveles, escaleras laterales, una pequeña plataforma circular y una gigantesca pantalla, capaz de abrirse y cerrarse. El escenario también contenía una gran pasarela que se extiende en forma de letra «T» la cual contiene una cinta transportadora y al final una plataforma circular que puede elevarse independientemente de la pasarela. El show contiene una gama de efectos especiales,como humo etc. La pasarela y el segundo escenario fueron retirados para las fechas realizadas en Europa y América Latina, en esta última región también se retiró el arco que envolvía la pantalla principal y las 2 pantallas que la sostenían quedándose así con una única pantalla.

### Canciones
El repertorio original del tour estuvo conformado por veintidós canciones seleccionadas por la misma Britney, de las cuales nueve son de Femme Fatale, incluyendo a sus sencillos «Hold It Against Me», «Till the World Ends» y «I Wanna Go». Las otras canciones son: «How I Roll», «(Drop Dead) Beautiful», «Big Fat Bass», «Trouble for Me», «Up N' Down» y «He About to Lose Me». El repertorio también incluye a diez sencillos de Britney Spears lanzados entre los años 1998 y 2009. Ellos, por orden cronológico de lanzamiento, son: «...Baby One More Time», «Don't Let Me Be the Last to Know», «I'm a Slave 4 U», «Boys», «Toxic», «Gimme More», «Piece of Me», «Womanizer», «If U Seek Amy» y «3». Otra canción anterior de la cantante que fue incluida en el repertorio es «Lace and Leather» de Circus. Sus dos canciones restantes son una versión y un remix. La primera es una versión de la canción «Burning Up» de Madonna, quien es citada desde siempre por Britney Spears como su influencia más importante. La segunda es el remix de «S&M» de Rihanna, en el que Spears colaboró.
De las canciones del repertorio, «Don't Let Me Be the Last to Know» y «Gimme More» no habían sido interpretadas por Britney Spears en nueve y cuatro años, respectivamente. Respecto a sus interpretaciones, Britney Spears realizó grabaciones en directo para simular cantar parcialmente varias de ellas en vivo como «Boys», «Toxic», «Womanizer», «Piece of Me», «S&M», «3», «Gimme More», «Hold It Against Me», «Don't Let Me Be the Last to Know», «...Baby One More Time» y «Burning Up», mientras que «I Wanna Go» fue la única canción que fue interpretada totalmente en vivo durante la gira.

### Sinopsis

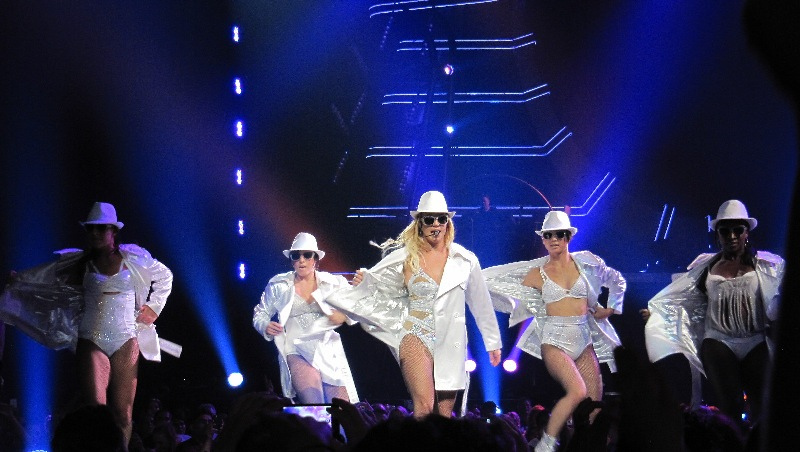
Britney Spears y sus bailarinas se visten como detectives en la interpretación de «3», tercer tema del primer acto.

El espectáculo comienza con letras de neón diciendo «Femme Fatale». Entonces inicia un video introductorio en el que Spears declara «I'm not that innocent» luego de ser detenida por la policía, aludiendo a «Oops!... I Did It Again». Así, la pantalla principal se abre y de ella surge en un trono metálico, vestida de blanco y plateado, arrancando con el número de «Hold It Against Me». El siguiente es el número de «Up N' Down», para el que se mete a una jaula individual, al igual que sus bailarinas, mientras es acosada por sus bailarines vestidos de policías;en el cual al terminar saluda al público. El último número del acto, corresponde a un medley entre «3» y «Piece of Me». Para la primera, Spears viste un abrigo blanco y un sombrero, mientras que para la segunda,se eleva en el aire en una plataforma individual y termina con una imagen de esta en la pantalla principal;en la que culmina el acto de apertura.

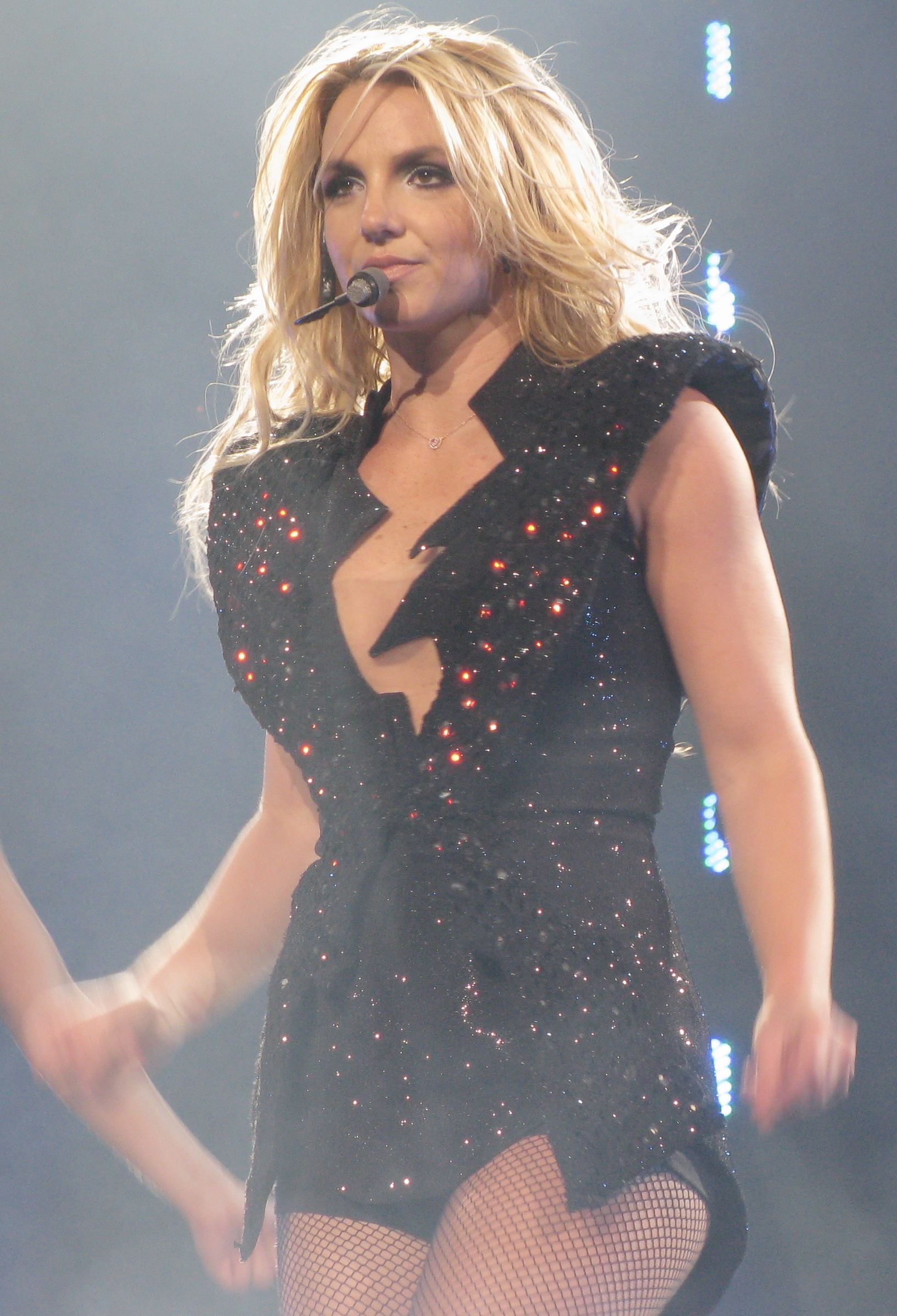
Britney Spears interpretando a «Till the World Ends», durante el número de cierre del Femme Fatale Tour.

El acto siguiente comienza con un interludio que utiliza elementos de My Prerogative, If U Seek Amy, Circus, Toxic y Womanizer, continúa con la presentación de «Big Fat Bass», la que inicia con el surgimiento de la cantante de un parlante y la que muestra escenas de will.i.am interpretando su parte de la canción virtualmente. A ella le sigue el número de «How I Roll», para el que Spears se sube a un automóvil pequeño. En el mismo, interpreta «Lace and Leather» a un miembro de la audiencia, que es subido al escenario y ella y sus bailarines le hacen un sensual baile. El último número del segundo acto, corresponde al de «If U Seek Amy» y está inspirado en Marilyn Monroe. Para él, Spears viste como ella y sus bailarines, vestidos como paparazzi, la acosan con sus cámaras.
El tercer acto comienza con un interludio en el que el hombre habla acerca de las mujeres fatales en la historia. Entonces, Spears aparece en el escenario en una barcaza egipcia, a modo de emperatriz, e inicia la presentación de «Gimme More», la que está inspirada en dicha cultura y la que incorpora fuegos artificiales en su desenlace. El número siguiente es el de «(Drop Dead) Beautiful», para el que es rodeada con marcos y el que cuenta con la aparición de la cantante Sabi en algunas fechas. Luego Britney Spears interpreta a «He About to Lose Me», recostada en un sillón oriental de color púrpura, mientras sus bailarines hacen acrobacias en torres metálicas. A ella le sigue la presentación de «Boys», para la que utiliza una capa dorada a modo de encantadora de serpientes representadas por sus bailarines. Para la última presentación del acto, la cantante se sienta en un columpio que se eleva sobre el escenario e interpreta a «Don't Let Me Be the Last to Know», mientras un bailarín hace acrobacias en el aire a su alrededor.
El acto siguiente comienza con un interludio en el que se muestra a la cantante cambiándose ropa y eligiendo entre diferentes pasaportes en la habitación de un hotel. Las últimas escenas de él, le muestran como motociclista y así arranca la primera presentación del acto, correspondiente a un medley entre «...Baby One More Time» y «S&M», con motocicletas; medley que es seguido por el número de «Trouble for Me». Luego, Britney Spears realiza la coreografía original de «I'm a Slave 4 U», cuya presentación se desarrolla mientras son mostradas escenas sutiles de porno gay en las pantallas. A ella le sigue la presentación de «Burning Up», la que es interpretada por Britney Spears sentada sobre una guitarra eléctrica de grandes dimensiones que gira en torno a un eje central. Para la presentación siguiente, la cantante interpreta a «I Wanna Go», mientras quince personas del público son subidas al escenario. Finalmente, la última presentación del acto corresponde a «Womanizer». Para ella, sus bailarines visten como policías y la cantante se arroja de espaldas a una plataforma circular mientras ésta comienza a girar y a elevarse, a excepción del escenario principal que la cargan de la espalda.
El último acto comienza con un intro en el que se aprecia al hombre es tomado como prisionero por Britney Spears, quien lo toma por sorpresa por la espalda y lo duerme con un pañuelo somnífero; entonces la cantante proclama que lo ha atrapado y así comienzan las últimas dos presentaciones. La primera de ellas es la de «Toxic», la que está inspirada en la cultura de Japón, a través de artes marciales, sombrillas y kimonos. Finalmente, la última presentación es la de «Till the World Ends», la que está basada en el Apocalipsis y la que utiliza un video de Nicki Minaj en las pantallas, interpretando sus versos del The Femme Fatale Remix de la canción. Cuando dichos versos terminan, la música se detiene, las luces del escenario disminuyen su intensidad y la torre comienza a disparar chispas abundantes en todas sus secciones. Entonces, la música se reanuda, comienza a caer una lluvia prolongada de chispas en el escenario y Britney Spears se eleva volando sobre una plataforma personalizada con alas de ángel y del suelo sale humo blanco. Tras todo, la cantante vuelve a pisar el escenario y el espectáculo termina.
- Fuentes:[39][40][41][8]

## Recepción crítica

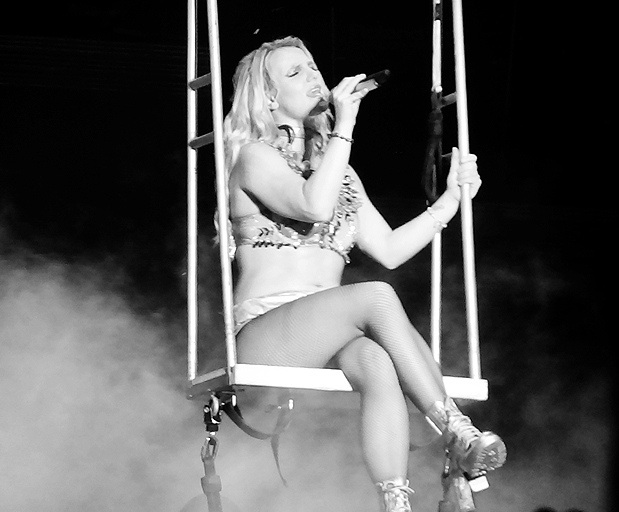
Spears interpretando «Don't Let Me Be the Last to Know» en Argentina.

El Femme Fatale Tour contó con una buena recepción crítica, tras su noche de apertura en Sacramento. Al respecto, Pink is the new Blog sostuvo que, pese a que en algunos espectáculos del tour la cantante se respalda de pistas grabadas y el uso del playback en las mayoría del concierto, «hay partes en las que es no baila nada y solo mueve las manos y moviendo la boca como un robot». Además, señaló que Britney Spears realmente ha indicado su falta de talento ya que no bailaba solo hacia movimientos de manos y no cantaba en vivo. Britney Spears fue elogiada por su de habilidad de cantar en vivo en el tour y por mostrarse segura y móvil durante todo el transcurso de los espectáculos del mismo.

Uno de los críticos que lo elogió abiertamente, fue el periodista Barry Walters de la revista estadounidense de música Rolling Stone, quien catalogó al Femme Fatale Tour como «la producción posiblemente más llamativa, de movimientos más rápidos y más entretenida» que ha hecho Britney Spears. 

Barry Walters de Rolling Stone catalogó al Femme Fatale Tour como el tour «posiblemente más llamativo y entretenido» de Britney Spears.

Asimismo, la revista sostuvo que la cantante «se las arregló para demostrar que ella todavía está progresando como una showgirl» y que «lo está haciendo incluso mejor de lo que sus defensores acérrimos hubieran esperado». Tras los elogios, Barry Walters finalizó su reseña sosteniendo que «a los 30 años de edad, la estrella del pop, cuya carrera parecía en peligro de terminar, con sólo un par de años ha demostrado estar de regreso pero con playback».
Por su parte, The Sacramento Bee sostuvo que, en la noche de apertura, la cantante se presentó como una verdadera profesional durante todo el espectáculo y que la multitud que asistió a verla, la que agotó todas las entradas, estuvo «emocionada» desde principio a fin.

## Emisiones y grabaciones
El primer antecedente que se tuvo del DVD del Femme Fatale Tour data del lunes 20 de junio de 2011, día en que Larry Rudolph sostuvo que el equipo se encontraba en conversaciones de crearlo y lanzarlo, y que es poco probable que exista una segunda etapa del tour en América Anglosajona. No obstante, su confirmación definitiva fue realizada el viernes 12 de agosto de 2011, día en que Spears anunció que su concierto en Toronto sería grabado y lanzado para el mes de noviembre de 2011. No obstante este fue titulado Britney Spears Live: The Femme Fatale Tour. Con ello este será su primer tour lanzado en formato DVD en nueve años después del Dream Within a Dream Tour, y el primero en formato 3D según confirmó la cantante a través de su cuenta de Twitter. Ello, considerando que sus dos tours anteriores, The Onyx Hotel Tour (2004) y The Circus Starring: Britney Spears (2009), no fueron lanzados en dicho formato.

## Actos de apertura

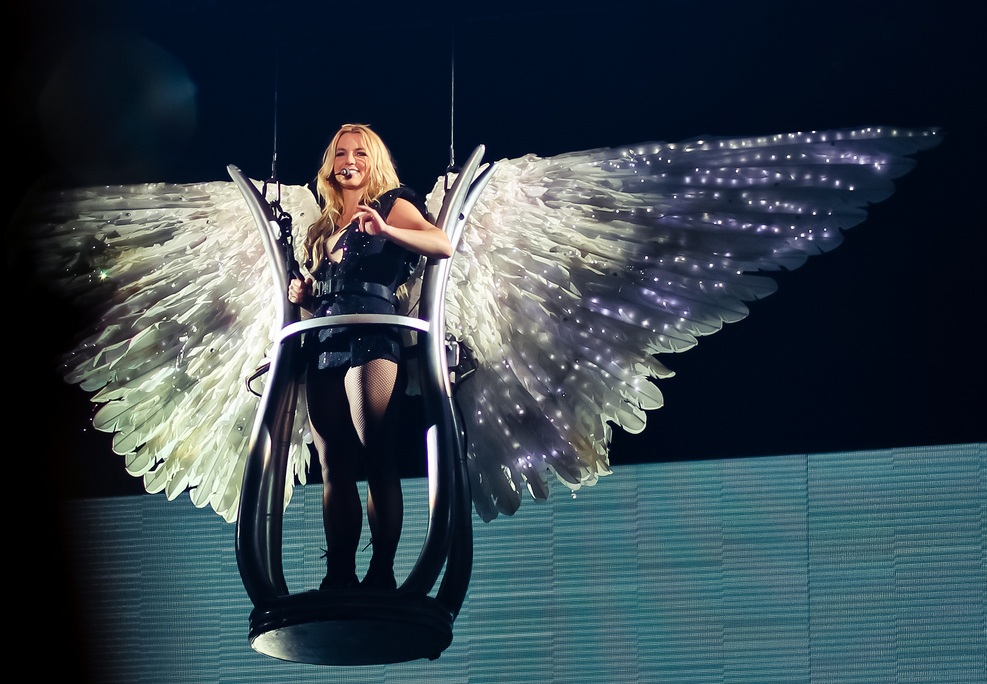
Britney Spears interpretando a «Till the World Ends», durante uno de los espectáculos de su sexto tour internacional: Femme Fatale Tour (2011).

| Norteamérica - Nicki Minaj - Sean Kingston - Trina - Kanye West - Drake - Jessie and the Toy Boys - Nervo - DJ Pauly D - Destinee & Paris - Joe Jonas | Europa - Joe Jonas Sudamérica - Howie D - Teen Angels (Argentina) - C-Funk (Chile) |

## Repertorio
Acto I: Femme Fatale
1. «Hold It Against Me»
2. «Up N' Down»
3. «3»
4. «Piece of Me»

Acto II: Sweet Seduction
1. «Big Fat Bass»
2. «How I Roll»
3. «Lace and Leather»
4. «If U Seek Amy»

Acto III: The Temptress
1. «Gimme More»
2. «(Drop Dead) Beautiful»
3. «He About to Lose Me»
4. «Don't Let Me Be the Last to Know»
5. «Boys»

Acto IV: Code Name: Trouble
1. Medley:«...Baby One More Time» / «S&M»
2. «Trouble for Me»
3. «I'm a Slave 4 U»
4. «Burning Up» (cover de Madonna)
5. «I Wanna Go»
6. «Womanizer»

Cierre: Encore (Sexy Assasin) (Contiene elementos de "Scary")
1. «Toxic»
2. «Till the World Ends»

Fuente:
| Notas |
| --- |
| - «He About to Lose Me» y «Burning Up» solo fueron interpretadas en la etapa norteamericana y dichas canciones no fueron incluidas en el DVD de la gira. |

### Estadísticas
- Temas de Femme Fatale (9)
- Temas de Circus (3)
- Temas de Blackout (2)
- Temas de In The Zone (1)
- Temas de Britney (2)
- Temas de Oops!... I Did It Again (1)
- Temas de ....Baby One More Time (1)

- Temas no pertenecientes a algún álbum de estudio: (3)
- Canciones tocadas en la gira anterior The Circus Starring: Britney Spears: 7

- Canción más reciente no perteneciente al álbum soporte de la gira: "3"
- Canción debut no perteneciente al álbum soporte de la gira: 3, Lace and Leather
- Todos los sencillos interpretados de un álbum, no perteneciente al de soporte de la gira:

## Fechas
| Fecha                    | Ciudad           | País                   | Lugar                                    | Entradas vendidas/disponibles | Recaudación |   |
| ------------------------ | ---------------- | ---------------------- | ---------------------------------------- | ----------------------------- | ----------- | - |
| América Anglosajona      |                  |                        |                                          |                               |             |   |
| 16 de junio de 2011      | Sacramento       | Estados Unidos         | Power Balance Pavilion                   | —                             | —           |   |
| 18 de junio de 2011      | San José         | Estados Unidos         | HP Pavilion                              | —                             | —           |   |
| 20 de junio de 2011      | Los Ángeles      | Estados Unidos         | Staples Center                           | 12,339 / 12,339               | $1,581,707  |   |
| 22 de junio de 2011      | Glendale         | Estados Unidos         | Jobing.com Arena                         | —                             | —           |   |
| 24 de junio de 2011      | Anaheim          | Estados Unidos         | Honda Center                             | —                             | —           |   |
| 25 de junio de 2011      | Las Vegas        | Estados Unidos         | MGM Grand Garden Arena                   | —                             | —           |   |
| 28 de junio de 2011      | Portland         | Estados Unidos         | Rose Garden Arena                        | 7,718 / 8,717                 | $513,297    |   |
| 29 de junio de 2011      | Tacoma           | Estados Unidos         | Tacoma Dome                              | —                             | —           |   |
| 1 de julio de 2011       | Vancouver        | Canadá                 | Rogers Arena                             | —                             | —           |   |
| 4 de julio de 2011       | Winnipeg         | Canadá                 | MTS Centre                               | —                             | —           |   |
| 6 de julio de 2011       | Saint Paul       | Estados Unidos         | Xcel Energy Center                       | —                             | —           |   |
| 8 de julio de 2011       | Chicago          | Estados Unidos         | United Center                            | —                             | —           |   |
| 9 de julio de 2011       | Milwaukee        | Estados Unidos         | Marcus Amphitheater                      | —                             | —           |   |
| 12 de julio de 2011      | Dallas           | Estados Unidos         | American Airlines Center                 | 11,540 / 12,776               | $1,181,767  |   |
| 13 de julio de 2011      | Houston          | Estados Unidos         | Toyota Center                            | —                             | —           |   |
| 15 de julio de 2011      | Nueva Orleans    | Estados Unidos         | New Orleans Arena                        | —                             | —           |   |
| 17 de julio de 2011      | Atlanta          | Estados Unidos         | Philips Arena                            | 13,014 / 13,495               | $988,235    |   |
| 18 de julio de 2011      | Nashville        | Estados Unidos         | Bridgestone Arena                        | 10,883 / 12,732               | $575,699    |   |
| 20 de julio de 2011      | Orlando          | Estados Unidos         | Amway Center                             | 11,215 / 12,953               | $1,032,656  |   |
| 22 de julio de 2011      | Miami            | Estados Unidos         | American Airlines Arena                  | —                             | —           |   |
| 23 de julio de 2011      | Jacksonville     | Estados Unidos         | Jacksonville Veterans Memorial Arena     | 6,001 / 6,441                 | $419,736    |   |
| 26 de julio de 2011      | Cleveland        | Estados Unidos         | Quicken Loans Arena                      | —                             | —           |   |
| 28 de julio de 2011      | Auburn Hills     | Estados Unidos         | The Palace of Auburn Hills               | 13,144 / 13,144               | $989,737    |   |
| 30 de julio de 2011      | Filadelfia       | Estados Unidos         | Wells Fargo Center                       | —                             | —           |   |
| 31 de julio de 2011      | Washington D. C. | Estados Unidos         | Verizon Center                           | 12,023 / 14,084               | $1,331,270  |   |
| 2 de agosto de 2011      | Uniondale        | Estados Unidos         | Nassau Veterans Memorial Coliseum        | —                             | —           |   |
| 5 de agosto de 2011      | East Rutherford  | Estados Unidos         | Izod Center                              | 15,274 / 15,274               | $1,750,058  |   |
| 6 de agosto de 2011      | Atlantic City    | Estados Unidos         | Boardwalk Hall                           | 8,925 / 11,277                | $969,570    |   |
| 8 de agosto de 2011      | Boston           | Estados Unidos         | TD Garden                                | —                             | —           |   |
| 9 de agosto de 2011      | Hartford         | Estados Unidos         | XL Center                                | —                             | —           |   |
| 11 de agosto de 2011     | Montreal         | Canadá                 | Bell Centre                              | 8,772 / 10,445                | $942,113    |   |
| 13 de agosto de 2011     | Toronto          | Canadá                 | Air Canada Centre                        | 21,239 / 21,239               | $2,375,640  |   |
| 14 de agosto de 2011     | Toronto          | Canadá                 | Air Canada Centre                        | 21,239 / 21,239               | $2,375,640  |   |
| 17 de agosto de 2011     | Grand Rapids     | Estados Unidos         | Van Andel Arena                          | 7,389 / 9,444                 | $399,018    |   |
| 19 de agosto de 2011     | Pittsburgh       | Estados Unidos         | Consol Energy Center                     | —                             | —           |   |
| 20 de agosto de 2011     | Columbus         | Estados Unidos         | Nationwide Arena                         | —                             | —           |   |
| 22 de agosto de 2011     | Indianápolis     | Estados Unidos         | Conseco Fieldhouse                       | —                             | —           |   |
| 24 de agosto de 2011     | Raleigh          | Estados Unidos         | RBC Center                               | —                             | —           |   |
| 25 de agosto de 2011     | Charlotte        | Estados Unidos         | Time Warner Cable Arena                  | —                             | —           |   |
| Europa                   |                  |                        |                                          |                               |             |   |
| 22 de septiembre de 2011 | San Petersburgo  | Rusia                  | Palacio de Hielo                         | —                             | —           |   |
| 24 de septiembre de 2011 | Moscú            | Rusia                  | Estadio Olimpiski                        | —                             | —           |   |
| 27 de septiembre de 2011 | Kiev             | Ucrania                | Palacio de los deportes de Kiev          | —                             | —           |   |
| 30 de septiembre de 2011 | Budapest         | Hungría                | Budapest Sports Arena                    | —                             | —           |   |
| 1 de octubre de 2011     | Zagreb           | Croacia                | Arena Zagreb                             | —                             | —           |   |
| 3 de octubre de 2011     | Zúrich           | Suiza                  | Hallenstadion                            | —                             | —           |   |
| 5 de octubre de 2011     | Amnéville        | Francia                | Galaxie Amneville                        | —                             | —           |   |
| 6 de octubre de 2011     | París            | Francia                | Palais Omnisports de Paris-Bercy         | —                             | —           |   |
| 8 de octubre de 2011     | Amberes          | Bélgica                | Sportpaleis                              | 9,323 / 11,868                | $858,151    |   |
| 10 de octubre de 2011    | Herning          | Dinamarca              | Jyske Bank Boxen                         | —                             | —           |   |
| 11 de octubre de 2011    | Malmö            | Suecia                 | Malmö Arena                              | —                             | —           |   |
| 14 de octubre de 2011    | Helsinki         | Finlandia              | Hartwall Areena                          | —                             | —           |   |
| 16 de octubre de 2011    | Estocolmo        | Suecia                 | Ericsson Globe                           | —                             | —           |   |
| 18 de octubre de 2011    | Colonia          | Alemania               | Lanxess Arena                            | —                             | —           |   |
| 19 de octubre de 2011    | Róterdam         | Países Bajos           | Ahoy Rotterdam                           | —                             | —           |   |
| 21 de octubre de 2011    | Montpellier      | Francia                | Sud de France Arena                      | —                             | —           |   |
| 24 de octubre de 2011    | Dublín           | Irlanda                | The O2                                   | —                             | —           |   |
| 25 de octubre de 2011    | Belfast          | Irlanda                | Odyssey Arena                            | —                             | —           |   |
| 27 de octubre de 2011    | Londres          | Reino Unido            | The O2 Arena                             | 24,902 / 26,550               | $1,818,120  |   |
| 28 de octubre de 2011    | Londres          | Reino Unido            | The O2 Arena                             | 24,902 / 26,550               | $1,818,120  |   |
| 30 de octubre de 2011    | Birmingham       | Reino Unido            | LG Arena                                 | —                             | —           |   |
| 31 de octubre de 2011    | Londres          | Reino Unido            | Wembley Arena                            | —                             | —           |   |
| 3 de noviembre de 2011   | Newcastle        | Reino Unido            | Metro Radio Arena                        | —                             | —           |   |
| 5 de noviembre de 2011   | Sheffield        | Reino Unido            | Motorpoint Arena                         | —                             | —           |   |
| 6 de noviembre de 2011   | Mánchester       | Reino Unido            | Manchester Evening News Arena            | 12,653 / 13,644               | $978,972    |   |
| 9 de noviembre de 2011   | Lisboa           | Portugal               | Pavilhão Atlântico                       | —                             | —           |   |
| Asia                     |                  |                        |                                          |                               |             |   |
| 11 de noviembre de 2011  | Abu Dabi         | Emiratos Árabes Unidos | Yas Arena                                | —                             | —           |   |
| América Latina           |                  |                        |                                          |                               |             |   |
| 15 de noviembre de 2011  | Río de Janeiro   | Brasil                 | Praça da Apoteose                        | 13,048 / 35,000               | $1,493,260  |   |
| 18 de noviembre de 2011  | São Paulo        | Brasil                 | Arena Anhembi                            | 20,644 / 35,000               | $2,224,890  |   |
| 20 de noviembre de 2011  | La Plata         | Argentina              | Estadio Ciudad de La Plata               | 30,000 / 35,613               | $2,535,020  |   |
| 22 de noviembre de 2011  | Santiago         | Chile                  | Estadio Nacional Julio Mártinez Prádanos | 45,000 / 48,665               |             | — |
| 24 de noviembre de 2011  | Lima             | Perú                   | Explanada del Estadio Monumental         |                               |             | — |
| 26 de noviembre de 2011  | Bogotá           | Colombia               | Parque Simón Bolívar                     |                               |             | — |
| 28 de noviembre de 2011  | Caracas          | Venezuela              | Estadio de la Universidad Simón Bolívar  | 8,474 / 8,474                 | $3,183,790  |   |
| 1 de diciembre de 2011   | Guadalajara      | México                 | Estadio Tres de Marzo                    |                               | —           |   |
| 3 de diciembre de 2011   | Ciudad de México | México                 | Foro Sol                                 | 55,000 / 55,000               | —           |   |
| 4 de diciembre de 2011   | Ciudad de México | México                 | Monumento a la Revolución                | 60,000 (Concierto gratuito)   | —           |   |
| 6 de diciembre de 2011   | Monterrey        | México                 | Auditorio Banamex                        | 8,000                         | —           |   |
| 8 de diciembre de 2011   | Santo Domingo    | República Dominicana   | Estadio Olímpico Félix Sánchez           |                               | —           |   |
| 10 de diciembre de 2011  | San Juan         | Puerto Rico            | Coliseo José Miguel Agrelot              | 10,634 / 11,637               | $1,263,710  |   |
| Total                    | Total            | Total                  | Total                                    | 402,408 / 452,146 (86%)       | $29,406,416 |   |